# У Тумер
У Тумер (мар. Шемъер) — деревня в Волжском районе Республики Марий Эл (Россия), в составе Сотнурского сельского поселения.

## География
Деревня находится в 6,5 километрах (9 км по автодорогам) к западу-северо-западу от центра поселения — села Сотнур. Расстояние до Волжска — 38 км (по автодорогам — 61 км) на юго-запад.

## История
Деревня Тумер возникла в 1936 году, когда сюда прибыл первый житель Кузьма Кузьмин из деревни Азъял Моркинского района, позже прибыли и другие.
В 1937 году рядом возникла деревня Челюскино. Сюда переселились жители деревень Шереганово, Элекенер и Кожлаер Моркинского района.
В конце 1930-х в деревне Тумер был организован колхоз «Тумер». В 1940 году в деревне Сотнурского сельсовета проживало 93 человека.
В 1944 году в деревне Челюскино имелся колхоз им. Челюскина, в состав которого входило 18 дворов. Впоследствии он был объединён с колхозом «Тумер» (д. Тумер, в 1944 году — 14 дворов). В 1952 году деревни входили в состав колхоза им. Ленина.
С 1957 года в деревне Тумер работал медпункт.
Указом Президиума Верховного Совета Марийской АССР от 30 июля 1960 года деревни Челюскино и Тумер были объединены. Объединённая деревня стала называться У Тумер (Новый Тумер). В тот период в деревне работала начальная школа, имелась пасека. В 1965 году в деревне было 53 двора.
В 1980 году в деревне У Тумер Сотнурского сельсовета Волжского района имелось 39 хозяйств, проживали 59 мужчин и 61 женщина, большинство составляли марийцы. В деревне проходила грунтовая дорога. В деревне были электричество, радио, телефоны и телевизоры. Жители пользовались колодезной водой. Работал продовольственный магазин, находился почтовый ящик.
В 1990-е годы магазин был закрыт.

## Население
| 2002 | 2010 |
| ---- | ---- |
| 70   | ↘46  |

В 2003 году по данным текущего учёта в деревне проживал 71 человек в 30 дворах, согласно переписи 2002 года — 70 человек (34 мужчины, 36 женщин, марийцы — 100 %). По переписи 2010 года — 46 человек (25 мужчин, 21 женщина).